# Miklavž Komelj
Miklavž Komelj, slovenski pesnik, pisatelj in umetnostni zgodovinar, * 10. julij 1973, Kranj.

## Življenje
Miklavž Komelj je sin Milčka Komelja in Nade Šumi. Študiral je umetnostno zgodovino na Filozofski fakulteti Univerze v Ljubljani. Leta 1996 je tam diplomiral, doktoriral pa je leta 2002 z disertacijo Pomeni narave v toskanskem slikarstvu prve polovice 14. stoletja, za katero je prejel nagrado Zlati znak ZRC. Pred tem je bil v letih 1999−2002 mladi raziskovalec na Umetnostnozgodovinskem inštitutu Franceta Steleta ZRC SAZU.

## Delo
Kot pesnik piše ljubezensko in refleksivno liriko, ki je po večini metrično urejena. Prevladujoča oblika so soneti (Luč delfina, Celovec, Salzburg, 1991; Jantar časa, 1995). V svojem prvencu se navezuje na petrarkistično tradicijo, v zbirki Rosa, za katero je leta 2002 prejel Veronikino nagrado, pa je prestopil v nove izpovedne oblike. Danes se zdi, da je svoj slog našel v filozofsko-estetski poetični obliki; njegove pesmi so hermetične, a hkrati čutne in sporočilne.

### Poezija
- Luč delfina (1991)
- Jantar časa (1995)
- Rosa (2002)
- Hipodrom (2006)
- Nenaslovljiva imena (2014)
- Roke v dežju (2011)
- Modra obleka (2012)
- Noč je abstraktnejša kot N (2014)
- Minima impossibilia (2016)
- Liebestod (2017)
- 11 (2018)
- Stigmatizacija (2019)
- Goreča knjiga (2021)
- Pred nevidnim (2022)
- Med (2023)
- Da in Ne (2023)
- To noč bom terjal od tebe tvojo dušo (2024)

### Proza
- Sovjetska knjiga (2012)
- Larvae (2019)
- Skrij me, sneg (roman, 2021)
- Prva kresnica (zbirka šestih kratkih zgodb, 2022)

### Eseji
- Nujnost poezije (2010)
- Jugoslovanski nadrealisti danes in tukaj (2015)
- Hierarhija (2023)

### Dela za mladino
- Zverinice (2006)
- Kako sta se gospod in gospa pomirila (2009)

### Znanstvena monografija
- Kako misliti partizansko umetnost? (2009)

### Uredništvo zbranih in neznanih del umrlih pesnikov in umetnikov:
- Jure Detela (Orfični dokumenti : teksti in fragmenti iz zapuščine, 2 dela, 2011; Zbrane pesmi, 2 dela, 2018)
- Vojko Gorjan (Planetarium, 2013)
- Jaša Zlobec (Moje življenje je moja revolucija; sour. Zdravko Duša)
- Srečko Kosovel (Vsem naj bom neznan; neobjavljeni del zapuščine; 2 dela, 2019)
- Karel Destovnik Kajuh (KAJUH Dopisovanja, izšlo v zbirki KAJUH100, 2022)
- Veno Pilon (Zagledal sem se sredi dveh ozvezdij: Veno Pilon med podobo in besedo; sourednica Irene Mislej, 2022)

### Prevodi
- Prevedel in uredil je dela Fernanda Pessoe (Pesmi, Mornar, Bankie anarhist, 2003, Psihotipija, 2007) in
- Pier Paolo Pasolini (Svinjak – Manifest za novo gledališče, 2005, Realnost, 2007)
- César Vallejo (Trilce, LUD Šerpa, 2011)
- Karoline von Günderrode
- Djuna Barnes, Ni spola v očesu fosila (izbrana poezija, 2018)
- Alejandra Pizarnik, Nočna pevka (skupaj z Nado Kavčič, 2018)
- Vladimir Majakovski, O tem (2023)
- Petar Petrović Njegoš: Gorski venec
- Ezra Pound (Pizanski Cantos, 2024)

## Nagrade
- Zlati znak ZRC za leto 2002
- 2002 Veronikina nagrada za zbirko Rosa[1]
- 2006 Jenkova nagrada za zbirko Hipodrom[2]
- 2008 Nagrada Prešernovega sklada za zbirko Nenaslovljiva imena[3]
- 2009 Župančičeva nagrada za zbirko Nenaslovljiva imena
- 2011 Rožančeva nagrada za esejistično zbirko Nujnost poezije.[4]
- 2015 Jenkova nagrada za zbirko Noč je abstraktnejša kot N[5]